# Növények a Csillagok háborúja világában
Ez a lista a Star Wars-univerzum növény- és gombaszerű fajait mutatja be.

## Bhansgrek
A bhansgrek a Csillagok háborúja elképzelt univerzumának egyik növényszerű élőlénye.
A Naboo bolygó egyik bokorszerű növényfaja, amely százévente csak egyszer nyílik. Egy ilyen bokrot tartottak a nabooi J-típusú diplomáciai űrhajón (J-type diplomatic barge), hogy meghosszabbítsák virágzásának az idejét. Y. u. 40-ben Coruscanton, a Jedi Templom botanikuskertjébe (melynek neve Az ezer kút terme – Room of a Thousand Fountains) bhansgrek bokrot is ültettek.
A bhansgrek növényfaj a Karen Traviss által írt „Legacy of the Force: Bloodlines” című regényéből ismerhető.

## Chakgyökér
A chakgyökér (angolul: Chak-root) a Csillagok háborúja elképzelt univerzumának egyik növényszerű élőlénye.
A mocsár borította Erysthes bolygó egyik növényfaja. Ez a vörös színű növény igen ízletes. Likőrként és felaprított szippantható porként is fogyasztható. A magas kereskedelmi adója miatt a csempészek egyik kedvelt árucikke. A szintén mocsaras Naboora is betelepítették ezt a növényt.
A chakgyökér az alábbi videójátékban és képregényekben szerepel:
- Episode I Adventures 9: Rescue in the Core
- Darth Maul: Shadow Hunter
- Star Wars Episode I: The Gungan Frontier
- Star Wars Droids: The Kalarba Adventures 2
- Han Solo's Revenge
- Han Solo and the Lost Legacy
- Star Wars Galaxies: An Empire Divided
- The New Jedi Order: Agents of Chaos I: Hero's Trial
- Ascension

## Chokie
A chokie a Csillagok háborúja elképzelt univerzumának egyik növényszerű élőlénye és étele.
A chokie a Tatuin bolygón, dobozban árusított, közkedvelt növényi eredetű étel. A legjobb chokiek a Dűne-tengerben teremnek. Leszedés után három napig ebben a sivatagban szárítják, utána pedig bedobozolják.
Grendle a mos espai Nagy Aréna (Mos Espa Grand Arena) mellett árulja a chokiet. Coruscanton a Galaktikus Szenátus épület szomszédságában levő CorusMallban egy roonai értékesíti ezt az ínyencséget.
A „Baljós árnyak” című videójátékban van szó először a chokieról.

## Deb-deb
A deb-deb a Csillagok háborúja elképzelt univerzumának egyik növényszerű élőlénye.
A deb-deb a Tatuin bolygó egyik gyümölcse. Ez az édes ízű termés a Tatuin néhány oázisában terem. A taszkenek időnként begyűjtik a deb-deb termést, és amit nem esznek meg frissen, abból alkoholos italokat készítenek.
Erről a gyümölcsről először a „Children of the Jedi” című regényben van szó.

## Feluciai spórás növény
A feluciai spórás növény (angolul: Felucian spore plant) a Csillagok háborúja elképzelt univerzumának egyik növényszerű élőlénye.
A feluciai spórás növény, mint ahogy neve is mutatja, a Felucia bolygón őshonos. Általában a feluciai tüskés növénnyel alkot növénytársulást. Mint ahogy a feluciai tüskés növény, a feluciai spórás növény is mérgező spórákat lövell a veszélyforrás felé. Talán a leghíresebb áldozatai a Zann Consortiumhoz tartozó Alpha Squad tagjai.
A „Star Wars: Empire at War: Forces of Corruption” és „Star Wars: Battlefront II” című videójátékokban szerepel ez a növény. Az utóbbi videójátékban a növény spórái kárt tesznek a játékosban.

## Feluciai tüskés növény
A feluciai tüskés növény (angolul: Felucian spike plant) a Csillagok háborúja elképzelt univerzumának egyik növényszerű élőlénye.
A feluciai tüskés növény, mint ahogy neve is mutatja, a Felucia bolygón őshonos. Általában a feluciai spórás növénnyel alkot növénytársulást. Ez a feluciai növény narancssárgás-zöld színű. Mikor hozzá ér valami, vagy valaki, akkor számos mérgező tüskét lövell a veszélyforrás felé.
A „Star Wars: Empire at War: Forces of Corruption” című videójátékban szerepel ez a növény.

## Grahn inda
A grahn inda (angolul: Grahn vine) a Csillagok háborúja elképzelt univerzumának egyik növényszerű élőlénye.
A grahn inda a Naboo bolygóhoz tartozó Ohma D’un holdjának egyik gyorsan növő növényfaja. A gunganek a kötelek készítéséhez használják fel a grahn indát.
A grahn inda a „Star Wars Episode I: The Gungan Frontier” című videójátékban szerepel.

## Hubba gourd
A hubba gourd a Csillagok háborúja elképzelt univerzumának egyik növényszerű élőlénye.
A hubba gourd a Tatuin bolygón termesztett dinnyeszerű gyümölcs. E növény termésének igen kemény héját fényvisszaverő kristályok borítják. Habár emésztése igen nehézkes, a taszkenek és a dzsavák egyik legfőbb táplálékát alkotja. Az utóbbi faj sütve kedveli. Dzsava nyelven hubba, ami magyar nyelvre lefordítva „az élet kelléke”. A hubba gourd gömb alakú és sárgás színű, a sziklák árnyékában nő. Kemény, szálas húsában keserű folyadékot tárol, amelyet azonban ki lehet szívni vagy préselni.
Wimateeka, a Nkik klán főnöke több vadászt is felfogadott, hogy irtsák ki az állatokat, amelyek megtámadták a hubba gourd készletét.
Az ithoriai Momaw Nadon, a hubba gourdon végzett kísérleteiről vált híressé. Egy hibrid fajtát akart létrehozni.
Az alábbi lista bemutatja azokat a videójátékokat, könyveket és képregényeket, amelyekben szerepel, vagy meg van említve a hubba gourd:
- Episode I Adventures 5: The Ghostling Children
- Episode I Adventures 6: The Hunt for Anakin Skywalker
- Episode I Adventures 8: Trouble on Tatooine
- Star Wars: Republic 11: Outlander, Part 5 (csak megemlítik)
- The Sand Tender: The Hammerhead's Tale
- Swap Meet: The Jawa's Tale
- Star Wars Galaxies: An Empire Divided (csak megemlítik)
- Skin Deep: The Fat Dancer's Tale
- Tatooine Ghost
- Junior Jedi Knights: Promises
- Dark Nest III: The Swarm War (csak megemlítik)
- Apocalypse (csak megemlítik)

## Lamta
A lamta a Csillagok háborúja elképzelt univerzumának egyik növényszerű élőlénye és étele.
A lamta a Tatuin bolygón található növény, amelyből ételt lehet készíteni. A mos espai piacokon lehet bevásárolni belőle.
A „Baljós árnyak” című filmben, Shmi Skywalker egyebek mellett lamtával is kínálja a vendégeket: Qui-Gon Jinnt, Obi-Wan Kenobit, Amidala királynőt és a gungan Jar Jar Binksszet.

## Mintri
A mintri a Csillagok háborúja elképzelt univerzumának egyik növényszerű élőlénye.
A mintri a Naboo bolygó egyik növényfaja. Amikor a gunganek betelepedtek Ohma D’unra, magukkal vitték ezt a növényt is.
A bolygón található emlősszerű muudabok legfőbb tápláléka. A gunganek a növény szárait szívószálként vagy fúvócsőként használják fel. A mintri a szövéshez is alkalmas.
A mintri a „Star Wars Episode I: The Gungan Frontier” című videójátékban szerepel.

## Namana fa
A namana fa a Csillagok háborúja elképzelt univerzumának egyik növényszerű élőlénye.
A namana fa a Bakura bolygó egyik őshonos, trópusi növénye. A magas és egyenes törzse világos sárga színű. A meghajló és karcsú ágain rengeteg levél és virág ül. A gyümölcséből világos narancssárga színű levet lehet kinyerni, amiből aztán likőrt lehet készíteni. Ez a ragacsos ital az embereknél hallucinációkat okoz és enyhe függőséget eredményez. Habár az első korty égeti a torkot, az édeskés, egzotikus íze hamarosan elcsábítja a fogyasztóját. A likőr mellett a namana fa gyümölcseiből sárgás-narancssárga színű cukorkát is készítenek; e cukorkák is függőséget okoznak az emberek esetében.
A ragadozó életmódot folytató bakurai cratsch a namana fákon él, és a fa gyümölcseit felkereső madarakra vadászik. Ezt a fát a Garqi bolygóra is betelepítették.
E fa gyümölcseiből készült termékek a besalisk Dexter Jettster vendéglőjében is rendelhetők.
Erről a növényről és a gyümölcséből készített termékeiről a „The Truce At Bakura” című regényben olvashatunk először. Ezenkívül más könyvek is megemlítik.

## Nysillin
A nysillin a Csillagok háborúja elképzelt univerzumának egyik növényszerű élőlénye.
A nysillin a Felucia bolygón termesztett gyógynövény. Legfőbb termesztői Casiss és a feluciai farmerek. Ennek a növénynek zöld szára és levelei vannak. A nysillin tetején vöröses-narancssárga termés van. Ezen barna foltok láthatóak.
Habár a galaktikus közös nyelvben nysillinnek nevezik ezt a gyógynövényt, Casiss valószínűleg helyi tájszólásban sillum-nak nevezi.
A klónháborúk alatt Hondo Ohnaka és kalózbandája többször is megtámadják a feluciai farmereket a nysillin termés miatt.
Azonban 22 BBY-ben Casiss felfogad néhány fejvadászt. Ugyanekkor a bolygóra lezuhan egy űrhajó, amelyben három jedi van. Ebben az évben a farmerek, fejvadászok és jedik összefogva sikeresen visszaverik Hondo Ohnakát és annak kalózbandáját.
A „Star Wars: A klónok háborúja” című televíziós sorozat 2. évad 17. részében, melynek címe a „Fejvadászok” (Bounty Hunters), a Felucián a nysillinért folyó csatázást mutatják be.

## Óriás lila gomba
Az óriás lila gomba (angolul: Giant purple mushroom) a Csillagok háborúja elképzelt univerzumának egyik gombaszerű élőlénye.
Az óriás lila gomba a Felucia bolygón őshonos, hatalmas méretű gombaszerű élőlény. A kifejlett példányok átlag magassága 25 méter. Ezen a bolygón hatalmas erdőket alkot. Az óriás lila gomba úgy viselkedik és azt a szerepet tölti be a Felucián, mint más bolygókon a fák. A hatalmas kalapok alatt, egyéb, kisebb gombafajok nőnek. Ez a hatalmas gomba-faj nem annyira közönséges, a szintén e bolygón levő páfrány- és ragadozó növény-erdőkben.
Ezt a hatalmas gombát először „A Sith-ek bosszúja” című filmben láthatjuk. Egy ilyen óriás lila gomba erdőben ölik meg Aayla Secura jedi lovagot a klónkatonái a 66-os parancsot betartva.
A „Star Wars: The Force Unleashed game” és „Star Wars: Battlefront II” című videójátékokban is szerepel ez a gomba.

## Pókszivacs
A pókszivacs (angolul: Spider-sponge) a Csillagok háborúja elképzelt univerzumának egyik zuzmószerű élőlénye.
A pókszivacs a Geonosis bolygón élő növényszerű gomba. Ez a geonosisi gomba igen jó életfeltételeket talált magának a bolygón levő droid és harci jármű gyárak szellőztetőiben. A gyárak által kibocsátott mérgező gázokban a pókszivacs nagy telepeket alkot.

## Pom
A pom a Csillagok háborúja elképzelt univerzumának egyik növényszerű élőlénye.
A pom a Naboo bolygó egyik tündérrózsaszerű növényfaja, mocsarakban él. Gyökerével a mocsár aljához kapcsolódik, levelei a víz felszínén terülnek szét. Amikor a gunganek betelepedtek Ohma D'unra, magukkal vitték ezt a növényt is.
A pom igen fontos szerepet tölt be az úgynevezett, pomra-ugró, Naboo egyik kisebb méretű emlőse életében. Ez a növény valamilyen illatos feromont bocsát ki, amely nélkül a pomra-ugrók képtelenek lennének a szaporodásra.
E nabooi növényfaj magvait a gungan gyermekek nassolnivalóként fogyasztanak; a gyökereiből lisztet őrölnek és ünnepekre sütiket készítenek.
A pom a „Star Wars Episode I: The Gungan Frontier” című videójátékban szerepel.

## Tatuini fa
A tatuini fa (angolul: Tatooine tree) a Csillagok háborúja elképzelt univerzumának egyik növényszerű élőlénye.
A tatuini fa, amint a neve is mutatja, a Tatuin bolygón élő fafaj. E bolygó sivatagainak az egyik legritkább növénye. Csavarodott törzsével nem a legszebb fák közé tartozik.
Anakin Skywalker és barátnője, Amee egy ilyen csavarodott törzsű tatuini fa alatt piknikeztek, mielőtt Krayn elrabolta volna Halát.

## Tooke-ot csapdázó
A tooke-ot csapdázó (angolul: Tooke-trap plant) a Csillagok háborúja elképzelt univerzumának egyik növényszerű élőlénye.
A tooke-ot csapdázó a Naboo bolygó mocsaras vidékeinek egyik rovaremésztő növénye. A növény 1-4 szára a levelek közül nő ki. A szárak végén szájak ülnek. Bár a tooke-ot csapdázó csak vízzel és napfénnyel is meg tud élni, étrendjét kiegészíti az általa zsákmányolt rágcsálószerűekkel és rovarszerűekkel. Legfőbb zsákmányállata a tooke, amelyről a nevét kapta. A tooke-ot csapdázó olyan feromonokat bocsát ki, mint amilyeneket a tooke-ok használnak az udvarlásaik során; ily módon a növény magához csalja a nabooi rágcsálószerűeket. Mivel a kis tooke-ok nagyon fürgék, a tooke-ot csapdázó az Iego bolygón őshonos reeksa szőlő módjára gyors és aktív mozgásra képes.
A gunganek szobanövényként hasznosítják a tooke-ot csapdázót.
Ha a shiro dagonyázása közben e rovaremésztő növény magvai a sárral együtt az állat páncéljába kerülnek, akkor a két élőlény között szimbiózis jön létre, az úgynevezett shiro-trap. A tooke-ot csapdázó magja kicsírázik a páncélrésekben maradt sárban, aztán amikor eléggé nagy ahhoz, hogy kitöltse a rést, a nyomás megtartja a shiro páncéljának illesztéseiben. Talán az idősebb példányok esetében a tooke-ot csapdázó gyökerei jobban szétterülnek, behálózva a shiro páncélzatát. Az állat vándorlásai során a növény új „vadászterületekre” tesz szert, míg a növény védelmet nyújt a shirónak az ellenségeivel szemben, mivel álcázást nyújt neki.
A tooke-ot csapdázó rovaremésztő növényt a „Star Wars Episode I: The Gungan Frontier” című videójátékban láthatjuk.

## Tölcsér virág
A tölcsérvirág (angolul: funnel flower, vagy funnel plant) a Csillagok háborúja elképzelt univerzumának egyik növényszerű élőlénye.
A tölcsérvirág a Tatuin bolygón élő dísznövény. Ez a tatuini származású növény vad állományai a sivatagi sziklák réseiből nő ki. J alakú hosszú szárának végén hatalmas méretű szirmok vannak. A szirmok tobozszerűen helyezkednek el.
A növény a szárának felső részén beszívja a forró levegőt és leküldi a szár talajban levő részébe. Itt a beszívott levegőből a víz kicsapódik, a tölcsérvirág így szerez nedvet magának.
Owen Lars párafarmer udvarán ilyen növények is vannak, azonban 0 BBY-ben tölcsérvirágok itt még nem bimbóztak.
Az alábbi lista bemutatja azokat a filmeket és könyveket, amelyekben szerepel, vagy meg van említve a tölcsérvirág:
- Az „Egy új remény” című filmben jelenik meg először
- Episode I Adventures 5: The Ghostling Children
- Episode I Adventures 6: The Hunt for Anakin Skywalker

## Turu fű
A turu fű (angolos írásmóddal: Turu-grass) a Csillagok háborúja elképzelt univerzumának egyik fűszerű élőlénye.
A turu fű a Shili bolygón őshonos perjeféle, amelynek magassága eléri az 1 métert is. Ennek a fűnek az egyik oldala vörös színű, míg a másik oldala fehér; ez a jellemzője nagyon is jó álcázást biztosít a benne megbúvó élőlényeknek. A turu fű a fő alkotó eleme a Shilin található szavannáknak, füves pusztáknak és a bokros részeknek.

## Vrosir
A vrosir (angolos írásmóddal: wroshyr tree) a Csillagok háborúja elképzelt univerzumának egyik faszerű élőlénye.
A vrosir fák a Kashyyyk bolygón őshonosak, és hatalmas méreteket képesek elérni; a kontinens közepetáján néhány kilométer magasra is megnőhetnek, míg a trópusi tengerpartok mentén csak 300-400 méter magasak lesznek. Eddig már körülbelül 1000 változatát azonosították. Ha növekedésük során egymás útjába kerülnek, összefonódnak és erős egységet alkotva növekszenek tovább. Ezek a természetes összefonódások kínálkoztak a békésebb állatok, így a vukik korai őseinek lakóhelyéül. A vukik valóságos városokat alakítottak ki az összefonódott fákból, ahol több millió vuki él. A vrosir fák akár több ezer, akár 50 000 Kashyyyk-évet is élhetnek.
A bolygó egyedi élővilágát a „The Wookiee Storybook” című könyv tárgyalja részletesen.

## Woosha
A woosha (angolul: Woosha plant) a Csillagok háborúja elképzelt univerzumának egyik növényszerű élőlénye.
A woosha a Naboo bolygó egyik növényfaja, amely a sötétségben világít. Ezt a mocsári sásszerű növényt igen kedveli a bolygó egyik karcsú testfelépítésű emlősfaja, a muudabok. A gunganek és más értelmes fajok a fényképezőgépek készítéséhez és a napégések enyhítésére használják fel.
Ezt a hasznos növényt megtalálhatjuk a Kuat rendszerben levő Toryaz űrállomás gazdagoknak szánt részében, az úgynevezett Narsacc Habitatban is.
A wooshát az alábbi videójátékokban és képregényekben láthatjuk:
- Star Wars Episode I: The Gungan Frontier
- Episode I Adventures 9: Rescue in the Core
- Legacy of the Force: Betrayal

## Zaela fa
A zaela fa (angolul: Zaela tree) a Csillagok háborúja elképzelt univerzumának egyik növényszerű élőlénye.
A zaela fa a Naboo bolygó egyik hatalmas fája. Amikor a gunganek betelepedtek Ohma D’unra, magukkal vitték ezt a növényfajt is.
A gunganek e növény hosszú ágaiból gullilabdaütőket készítenek. A Naboon élő, hüllőszerű shiro étrendjében egyebek között a zaela fa is szerepel.
A zaela fát a „Star Wars Episode I: The Gungan Frontier” című videójátékban láthatjuk.